# Bizcocho marroquí

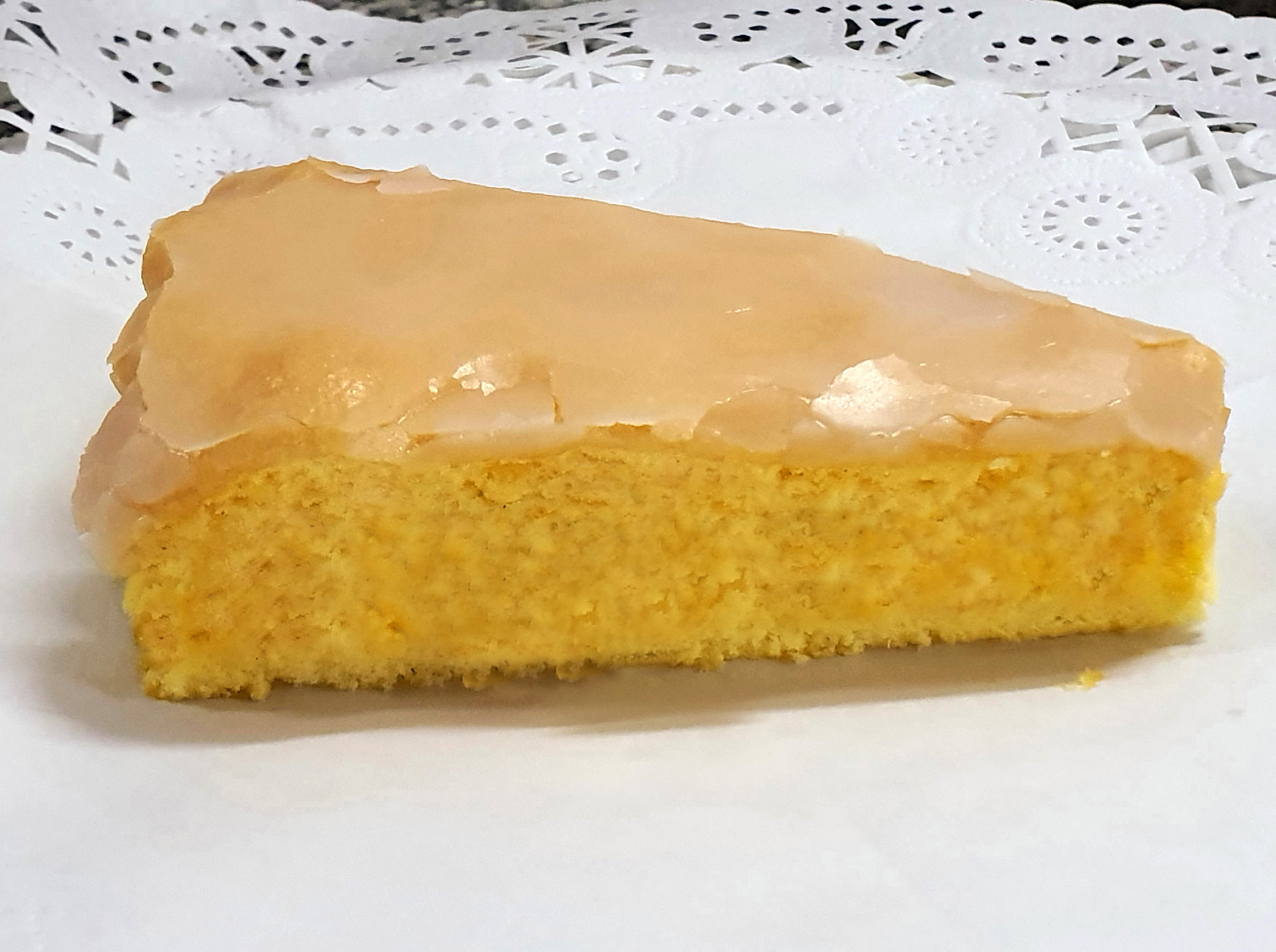
Bizcocho marroquí

El bizcocho marroquí es un producto de repostería conventual elaborado desde el siglo XVIII por la comunidad monástica femenina del convento de la Santísima Trinidad y Purísima Concepción de la ciudad de Écija (España), conocido popularmente como convento de "las Marroquíes". En su elaboración intervienen exclusivamente tres ingredientes: azúcar, huevo y almidón de trigo. En octubre de 2014 este convento concepcionista cerró sus puertas, trasladándose su última monja a la localidad de Osuna, donde se inició su producción. Desde el 8 de diciembre de 2014 también lo elaboran en Écija las religiosas del convento de Santa Florentina, manteniendo absoluta fidelidad a la receta original.

## Historia
El nombre de esta especialidad de repostería procede del apellido de las fundadoras del convento ecijano de la Santísima Trinidad y Purísima Concepción: las hermanas Luisa, Catalina, Ana y Francisca Marroquí, quienes lograron en julio de 1599 hacer efectivo su proyecto fundacional, iniciado en 1583. En este convento concepcionista tomó hábito en 1752 Mónica Garnica y Córdoba, marquesa de Valdetorres, en quien tuvo su origen -según tradición- el bizcocho Marroquí. En el año 2014, la única religiosa de la orden que permanecía en el mismo, sor Pilar, de avanzada edad, fue acogida en el monasterio de la Purísima Concepción de Osuna, donde empezó a elaborarse el dulce. Al mismo tiempo, en Écija, tomaba el testigo de su producción la comunidad de dominicas de Santa Florentina, conocedora de la receta original desde mediados del siglo XX.
La textura y sabor de este bizcocho ha hecho que se conozca en diferentes lugares de España, de tal forma que el escritor Juan Valera lo cita en su novela Juanita la larga, editada por vez primera en 1885:

Y no se crea que Juana sabía hacer solo los guisos locales, sino que también había importado y añadido a la cocina indígena no pocos platos forasteros de más o menos remotos países, entre los cuales manjares descollaban los celebérrimos bizcochos de yema que solo hacían unas monjas de Écija, de cuyo secreto tradicional, no se comprende por qué arte o maña prodigiosa ella había sabido apoderarse

En el año 2024, por acuerdo plenario de 25 de noviembre, el Ayuntamiento de Écija concedió la Medalla de Honor de la ciudad a la comunidad de madres dominicas del monasterio de Santa Florentina por su condición de continuadoras y depositarias  de la más dulce tradición ecijana: la elaboración de los bizcochos Marroquíes.